# Willem Christiaan van Manen
Willem Christiaan van Manen (Noordeloos, 8 augustus 1842 - Leiden, 12 juli 1905) was een Nederlands theoloog.

## Studie en werk
Van Manen ging naar school in Benschop en IJsselstein. Daarna ging hij theologie studeren in Utrecht. Zijn proefschrift uit 1865 over de eerste brief van Paulus ging nog uit van de authenciteit van deze brief. Vier jaar later nam Van Manen een andere positie in. In zijn latere werk betoogde hij dat de brief van Paulus aan de Romeinen geen brief, niet van Paulus en niet aan de Romeinen gericht was.  Vanaf 1865 was Van Manen  predikant in verschillende gemeentes, onder andere in Zierikzee.
In 1884-1885 was Van Manen kort kerkelijk hoogleraar in Groningen. Vanaf 1885 werd hij in Leiden hoogleraar in Oudchristelijke literatuur en de exegese van het Nieuwe Testament. Qua positie behoorde hij tot de Hollandse radicale school. Zijn belangrijkste werk (Paulus) verscheen tussen 1890 en 1896 in drie delen. In deel 1 dateert hij de Handelingen der Apostelen tussen het jaar 125 en 150. Deel 2 behandelt Paulus' Brief aan de Romeinen, deel 3 de Brieven aan de Korinthiërs.
Van Manens wetenschappelijke nalatenschap bevindt zich in de Universiteitsbibliotheek Leiden.

## Publicaties (selectie)
- Onderzoek naar de echtheid van Paulus' eersten brief aan de Thessalonicensen. Proefschrift Utrecht, 1865
- Paulus. I: De Handelingen der Apostelen; II: De Brief aan de Romeinen; III: De Brieven aan de Korinthiërs. 3 delen. Leiden, Brill, 1890-1896
- Het Evangelie van Petrus. Tekst en vertaling door W.C. van Manen. Leiden, Brill, 1893
- Diverse bijdragen aan de Encyclopaedia Biblica (1899–1903)
- Handleiding voor de Oudchristelijke letterkunde. Leiden, Van Nifterik, 1900

## Publicaties over Van Manen
- Henk-Jan de Jonge: Inventaris van de nalatenschap van dr Willem Christiaan van Manen (1842-1905), hoogleraar in de Oudchristelijke letterkunde en de uitlegging van het Nieuwe Testament aan de Rijksuniversiteit Leiden (1885-1903), voor zover ondergebracht in de bibliotheek van die universiteit. Leiden, 1996. Geen ISBN.
- Eduard Verhoef: W.C. van Manen, een Hollandse radicale theoloog. Kampen, Kok, 1994. ISBN 90-242-8475-9
- Artikel over Van Manen in NNBW
- Biografisch Portaal
- Biografie in het lexicon voor de geschiedenis van het Nederlands Protestantisme

- Biografisch Portaal: 86977380
- Digitale Bibliotheek voor de Nederlandse Letteren: mane004
- Gemeinsame Normdatei: 119271176
- International Standard Name Identifier: 0000 0000 4440 4614
- Library of Congress Control Number: no93014388
- Nationale Bibliotheek van Israël: 987007283496605171
- Nederlandse Thesaurus van Auteursnamen: 073521310
- Virtual International Authority File: 59890715
- WorldCat: E39PBJdCqcrWYcvrKWBq6rKmVC